# آوت‌لو استار
آوت‌لو استار (به ژاپنی: 星方武侠アウトロースター، Seihō Bukyō Autorō Sutā) یک سری مانگای نوشته و طراحی شده توسط تاکهیکو ایتو است. یک سری انیمه نیز بر پایهٔ این مانگا توسط استودیو سانرایز ساخته‌شده و از شبکه تی‌وی توکیو پخش شده‌است.